# Bob Kersee
Robert „Bob“ Kersee (* 1954 in der Panamakanalzone) ist ein US-amerikanischer Leichtathletiktrainer. Seit den Olympischen Spielen 1984 trainierte er verschiedene Olympiasieger, darunter seine Ehefrau Jackie Joyner-Kersee, Allyson Felix und Sydney McLaughlin.

## Werdegang
Kersee ist der Sohn einer Panamaerin und eines amerikanischen Soldaten der US Navy. Als er vier Jahre alt war, verließ die Familie Panama und lebte danach an verschiedenen Orten innerhalb der Vereinigten Staaten. Kersee hat mehrere Geschwister. Seine Mutter starb, als er 14 Jahre alt war. Er besuchte die High School in San Pedro und das Los Angeles Harbor Junior College, wo er Wettkämpfe im 400-Meter-Hürdenlauf bestritt. Er studierte an der California State University in Long Beach und arbeitete nach seinem Studienabschluss Ende der 1970er-Jahre als Leichtathletiktrainer an der California State University in Northridge (CSUN). 1980 wechselte er zur University of California in Los Angeles (UCLA). An der UCLA betreute er Anfang der 1980er-Jahre als Assistenztrainer unter anderem die Sprinterin Florence Griffith – die bereits an der CSUN bei ihm trainiert hatte – sowie die Siebenkämpferin und Weitspringerin Jackie Joyner, die er im Januar 1986 heiratete. Bei den Olympischen Spielen 1984 in Los Angeles gewannen die von Kersee betreuten Olympiateilnehmer insgesamt zehn Medaillen. Kersee wurde nach diesen Erfolgen zum Cheftrainer des UCLA-Leichtathletikprogramms befördert. Diese Rolle hatte er bis 1993 inne.
Griffith, Joyner und andere Sportler wie Valerie Brisco-Hooks und Greg Foster trainierten Mitte der 1980er-Jahre nach ihrem Studienabschluss unter Kersees Anleitung in dem von ihm gegründeten World Class Track Clubs. Die Athleten wurden von Adidas gesponsert und warben im Gegenzug für den Sportartikelhersteller. Florence Griffith (nach ihrer Hochzeit mit Jackie Joyners Bruder Al 1987: Florence Griffith-Joyner) verließ im Sommer 1988 den World Class Track Club und trennte sich von Kersee als Trainer. Bei den Olympischen Spielen 1988 wurde Jackie Joyner-Kersee Doppelolympiasiegerin im Siebenkampf und im Weitsprung. Im Siebenkampf stellte sie dabei den heute (Stand: März 2025) noch gültigen Weltrekord von 7291 Punkten auf. Weitere Olympiasiegerinnen, die Kersee seit den 1990er-Jahren persönlich betreute, sind unter anderem die Sprinterinnen Gail Devers und Allyson Felix, die 400- und 800-Meter-Läuferin Athing Mu sowie die Hürdenläuferin Sydney McLaughlin. Auf nationaler Ebene war Kersee unter anderem Assistenztrainer des US-Frauenteams bei den Weltmeisterschaften 1991 sowie bei den Olympischen Spielen 1996. Bei den Weltmeisterschaften 2005 betreute er die US-Sprinterinnen und -Hürdenläuferinnen.
Der US-Leichtathletikverband USA Track & Field (USATF) zeichnete Kersee 2005 und 2015 als Trainer des Jahres aus und würdigte ihn 2023 als USATF Legend Coach (auf Deutsch in etwa: USATF-Trainerlegende). Das United States Olympic & Paralympic Committee (USOPC) kürte ihn nach Erfolgen von Sydney McLaughlin und Allyson Felix zum olympischen Trainer des Jahres 2022.

## Dopingvorwürfe und Kritik
Ende der 1980er-Jahre erhoben verschiedene Sportler öffentlich Dopingvorwürfe gegenüber Kersee. Angela Bailey erklärte 1989, sie habe Kersees Trainingsgruppe an der UCLA nach kurzer Zeit verlassen, weil er nicht gewusst habe, wie er sie ohne Drogen trainieren solle. Darrell Robinson sagte im September 1989, Kersee habe sich bei ihm erkundigt, welche anabole Steroide er nutze, und auf seine Antwort hin festgestellt, „seine Leute“ (im Original: „his people“) würden das Gleiche nehmen. Kersee habe ihn zudem bei einem privaten Treffen zweimal mit einer Flasche Pillen versorgt. Kersee bestritt die Vorwürfe. Die Neue Zürcher Zeitung schrieb 2024 in einem Porträt über Kersee, nur eine von ihm betreute Athletin sei je in einer Dopingprobe aufgefallen. Sie wurde demzufolge wegen der Nutzung eines Diuretikums für drei Monate gesperrt.
Ein Porträt in der Los Angeles Times aus dem Jahr 2023 sah den verbreitetsten Kritikpunkt an Kersee darin, dass er seine Athleten nur selten zu Wettkämpfen antreten lasse, wodurch Rennen weniger attraktiv für Zuschauer würden. Laut Sydney McLaughlin vertrat Kersee die Ansicht, dass Athleten nicht allzu oft an ihre körperlichen Grenzen gebracht werden sollten, weswegen er strategisch entscheide, zu welchen Wettbewerben sie anträten.